# Pompey
Pompey város az USA New York államában, Onondaga megyében. Lakosainak száma 7080 fő (2020).

## Népesség
A település népességének változása:
| Lakosok száma | 6164 | 7080 | 7080 |
|               | 2000 | 2010 | 2020 |